# Jacques Perret (XVIe siècle)
Pour les articles homonymes, voir Jacques Perret et Perret.
Jacques Perret est architecte et mathématicien savoyard du XVIe siècle, originaire de Chambéry.

## Biographie
C'est un gentilhomme protestant savoisien du XVIe siècle. Il fut également un mathématicien reconnu puisque la ville de Chambéry fonda en 1573, une chaire dans son nouveau collège pour qu'il puisse enseigner cette matière à la jeunesse. Lors de la conquête de la Savoie par Henri IV, en 1600, il  profita d'une entrevue qu'il eut avec le roi pour lui dédier son ouvrage visionnaire d'architecture, aujourd'hui encore méconnu.

## Publications
- Architectura et perspectiva (Des fortifications et artifices d'architecture et de perspective), Paris, 1601. Près de deux siècles avant Nicolas Ledoux, il décrivit et dessina des villes idéales, annonçant ainsi, par son audace et son imagination les novateurs du XVIIIe siècle. Il transcende cependant le formalisme inhérent à cet art pour imaginer une ville réellement moderne, futuriste.